# Discospermum beccarianum
Discospermum beccarianum là một loài thực vật có hoa trong họ Thiến thảo. Loài này được (King & Gamble) S.J.Ali & Robbr. mô tả khoa học đầu tiên năm 1991.